# Ficus holosericea
Ficus holosericea är en mullbärsväxtart som beskrevs av Heinrich Wilhelm Schott. Ficus holosericea ingår i släktet fikonsläktet, och familjen mullbärsväxter. Inga underarter finns listade i Catalogue of Life.